# Karel Burian
Karel Burian (Rakovnik, Bohèmia, 12 de gener de 1870 - Senomaty, Bohèmia, 25 de setembre de 1924) fou un tenor txec, especialitzat en les obres de Wagner. Feu el seu debut amb gran èxit el 1891, al Teatre Nacional de Brünn, passant després al teatre de l'Òpera de Dresden, on actuà nombroses temporades, conquistant una merescuda reputació com intèrpret d'obres wagnerianes, pel que fou contractat per la direcció del teatre de Bayreuth per cantar Parsifal, Tristany i Lohengrin, que foren les seves obres de major lluïment. El compositor Richard Strauss li confià la part d'Herodes en l'estrena a París de la seva òpera Salomé. Com a excepcional cantant wagnerià, recorregué en triomf les principals escenes europees.